# Park Narodowy Dindar
Park Narodowy Dindar (także: Dinder) – park narodowy we wschodnim Sudanie, przy granicy z Etiopią.
Park został założony przez brytyjskie władze kolonialne w 1935 roku. Jego powierzchnia – po rozszerzeniu w 1983 roku – wynosi obecnie ok. 10 000 km². Administracyjnie Park Narodowy Dindar leży w obszarze trzech stanów: Al-Kadarif, Sannar i An-Nil al-Azrak.
Park zawdzięcza swoją nazwę rzece okresowej Dindar, płynącej w porze deszczowej z terenów Etiopii. Inną ważną rzeką w regionie jest Ar-Rahad, której koryto wyznacza północną granicę parku. 
Park Narodowy Dindar dzieli się na kilka stref o zróżnicowanym środowisku geograficznym; dominują tereny sawannowe, ekosystemy rzeczne, a także fragmenty dawnych koryt rzecznych, zatrzymujące wilgoć również w porze suchej. Te ostatnie odgrywają znaczną rolę w zaopatrywaniu dzikich zwierząt w wodę i świeże pożywienie roślinne. 
Park cechuje się bogactwem przedstawicieli fauny i flory. Żyją tu m.in. duże ssaki, takie jak gazele, bawoły, lwy i pawiany, a także wiele gatunków ptaków. Dawniej licznie występowały tu także żyrafy i słonie, które jednak wyginęły z powodu kłusownictwa. Mimo to w 2005 roku na terenie parku ponownie zaobserwowano obecność słoni, które przywędrowały tu z sąsiedniej Etiopii. 
Tereny Parku Narodowego Dindar zagrożone są z powodu nielegalnego wypasu zwierząt i uprawy roli. Ludność zamieszkująca jego obrzeża żyje w trudnych warunkach socjoekonomicznych i na jałowych obszarach sawanny, a park stwarza możliwości łatwego zdobycia pożywienia. Jednocześnie obszar parku jest zbyt duży, aby mógł być skutecznie monitorowany przez strażników.
Park Narodowy Dindar w 1979 roku został uznany za rezerwat biosfery UNESCO.